# Reinhard Kohlus
Reinhard Karl Friedrich Kohlus, född 12 maj 1932 i Tyskland, död 30 november 1981 i Vadstena, var en svensk orgelbyggare.
Firman byggde och restaurerade orglar, främst i Linköpings och Växjö stift.

## Biografi
Familjen bodde 1970 på Gräsgatan 38 i Vadstena.

### Familj
Kohlus gifte sig 21 juni 1962 med Kerstin Elin Josefina Berg (1942–2009). Hon var dotter till urmakare Oskar Einar Daniel Berg och Agnes Josefina Berg i Vadstena. De fick tillsammans barnen Lennart (född 1963), Per (född 1964) och Martin (född 1967).

## Orglar
| År   | Ursprunglig kyrka               | Stift      | Bild | Manualer | Pedal        | Stämmor | Bevarad orgel/fasad | Övrigt |
| ---- | ------------------------------- | ---------- | ---- | -------- | ------------ | ------- | ------------------- | --- |
| 1962 | Hovmantorps kyrka               | Växjö      |      | 1        | -            | 5       | Ja/Ja               | Kororgel. Orgeln flyttades 1981 till församlingshemmet.                                                                                     |
| 1963 | Vikingstads kyrka               | Linköpings |      | 1        | Självständig | 5       | Ja/Ja               | Kororgel. En ny kororgel byggdes 1989 av Smedmans Orgelbyggeri AB, Lidköping. Orgeln flyttades 1989 till Östansjö frikyrkoförsamling, Viby. |
| 1964 | Hogstads kyrka                  | Linköpings |      | 2        | Självständig | 16      | Ja/Ja               | Första manualens väderlåda är bevarad från den föregående orgeln, byggd 1876 av Per Åkerman, Stockholm.                                     |
| 1965 | Brunnsbokyrkan                  | Göteborgs  |      | 1        | -            | 3       | Ja/Ja               | Samtliga register är delade. Orgeln flyttades 1978 till Brämaregårdens kyrka och används där som kororgel.                                  |
| 1966 | Högby kyrka                     | Linköpings |      | 2        | Självständig | 7       | Ja/Ja               | Står i Lillkyrkan. |
| 1967 | Pelarne kyrka                   | Linköpings |      | 2        | Självständig | 8       | Ja/Ja               | Fasaden är från kyrkans första orgel, byggd av Anders Jonsson, Ringarum.                                                                    |
| 1967 | Herrestads kyrka, Östergötland  | Linköpings |      | 1        | Självständig | 6       | Ja/Ja               | Fasaden är från kyrkans första orgel, byggd 1683 av Jörgen Jacobsson Hÿm, Norrköping.                                                       |
| 1968 | Kristbergs kyrka                | Linköpings |      | 2        | Självständig | 12      | Ja/Ja               | Fasaden är från 1879 års orgel, byggd av Åkerman & Lund, Stockholm.                                                                         |
| 1968 | Västra Hargs kyrka              | Linköpings |      | 1        | Självständig | 6       | Ja/Ja               | Kororgel. |
| 1970 | Söderledskyrkan                 | Linköpings |      | 2        | Självständig | 13      | Ja/Ja               | [ 6 ] |
| 1971 | Häggums kyrka                   | Skara      |      | 1        | Självständig | 5       | Ja/Ja               | Kororgel. |
| 1973 | Sankta Birgittas kloster        |            |      | 1        | Självständig | 13      | Ja/Ja               | [ 7 ] |
| 1975 | Sankt Hans kyrka, Linköping     | Linköpings |      | 2        | Självständig | 17      | Ja/Ja               | [ 6 ] |
| 1976 | Sonstorps missionskyrka         |            |      | 2        | Självständig | 9       | Ja/Ja               | [ 7 ] |
| 1978 | Bälinge kyrka, Uppland          | Uppsala    |      | 2        | Självständig | 14      | Ja/Ja               | Kororgel. |
| 1984 | Johannesgården, Västra Frölunda |            |      | 1        | Bihängd      | 4       | Ja/Ja               | Orgeln byggdes tillsammans med Walter Thür Orgelbyggen AB, Torshälla och J M Orgelvård AB, Landvetter.                                      |

### Reparationer och ombyggnationer
| År        | Ursprunglig kyrka          | Stift      | Bild | Manualer | Pedal        | Stämmor | Bevarad orgel/fasad | Övrigt |
| --------- | -------------------------- | ---------- | ---- | -------- | ------------ | ------- | ------------------- | --- |
| 1960      | Pingstkyrkan, Mjölby       |            |      | 2        | Självständig | 20      | Ja/Ja               | 1960 flyttade Kohlus orgeln till Pingstkyrkan och omändrade den. Orgeln kom från en frikyrka i Stockholm. |
| 1965      | Östra Hargs kyrka          | Linköpings |      | 1        | Bihängd      | 8       | Ja/Ja               | 1965 omdisponerade Kohlus orgeln med rörflöjt 4'. Orgeln var byggd 1886 av Carl Elfström, Ljungby. |
| 1966      | Pingstkyrkan, Norrköping   |            |      | 2        | Självständig | 14      | Ja/Ja               | 1966 omändrade Kohlus en orgel. Orgeln var byggd 1935 av Åkerman & Lunds Nya Orgelfabriks AB, Sundbybergs stad. |
| 1968      | Adelövs kyrka              | Linköpings |      | 2        | Självständig | 17      | Nej/Ja              | 1968 omändrade Kohlus en orgel. Den var byggd 1878 av Carl Elfström, Ljungby. En ny orgel byggdes 1985 av Olof Hammarberg, Göteborg. |
| 1968      | Salemkyrkan, Bodafors      |            |      | 1        | Självständig | 5       | Ja/Ja               | 1968 renoverades och utökades orgeln med en pedalstämma av Kohlus. Orgeln var byggd omkring 1955 av Werner Bosch, Kassel, Tyskland. |
| 1969      | Motala kyrka               |            |      |          |              |         |                     | |
| ca 1970   | Svanshals kyrka            |            |      |          |              |         |                     | |
| 1970      | Bjälbo kyrka               | Linköpings |      | 2        | Självständig | 12      | Ja/Ja               | 1970 renoverades orgeln av Kohlus. Orgeln var byggd 1882 av Carl Elfström, Ljungby. 1946 omändrades orgeln av Marcussen & Sön, Aabenraa, Danmark. |
| 1972      | Mikaelskapellet, Stockholm | Stockholms |      | 2        | Självständig | 21      | Ja/Ja               | 1972 ombyggdes orgeln av Kohlus. Han satte in väderlåda och pipor från den gamla orgeln i Matteus kyrka, byggd 1903 av Åkerman & Lund Stockholm och ombyggd av samma firma 1924. Orgeln Kohlus byggde om var byggd 1951 av A Magnussons Orgelbyggeri AB, Göteborg. Orgeln besår av äldre delar från orgeln i Sofia kyrka, Stockholm byggd 1906 av Johannes Magnusson, Göteborg. |
| 1972      | Klockrike kyrka            |            |      |          |              |         |                     | |
| 1973      | Svinhults kyrka            |            |      |          |              |         |                     | |
| 1973      | Svinhults kyrka            | Linköpings |      | 1        | Bihängd      | 10      | Ja/Ja               | 1973 renoverades Kohlus orgeln. Orgeln var byggd 1876 av Per Åkerman, Stockholm. |
| 1974      | Jäts gamla kyrka           |            |      |          |              |         |                     | |
| 1977      | Nässja kyrka               | Linköpings |      | 1        | Bihängd      | 4       | Ja/Ja               | 1977 renoverades orgeln av Kohlus. Orgeln av byggd 1856 av Sven Nordström och Erik Nordström, Fllisby. |
| 1977      | Hagebyhöga kyrka           | Linköpings |      | 1        | Självständig | 8       | Ja/Ja               | 1977 byggdes orgeln till med en självständig pedal av Kohlus. Orgeln var byggd 1886 av Carl Elfström, Ljungby. |
| 1977      | Östra Tollstads kyrka      |            |      |          |              |         |                     | |
| 1978      | Rinna kyrka                |            |      |          |              |         |                     | |
| 1979      | Rytterne kyrka             |            |      |          |              |         |                     | |
| 1978/1979 | Västra Stenby kyrka        | Linköpings |      | 2        | Självständig | 12      | Ja/Ja               | 1979 renoverades och delvis återdisponerades orgeln av Kohlus. Orgeln var byggd 1892 av E A Setterquist & Son, Örebro. 1950 omdisponerades orgeln. |